# Illja Mychaltschyk

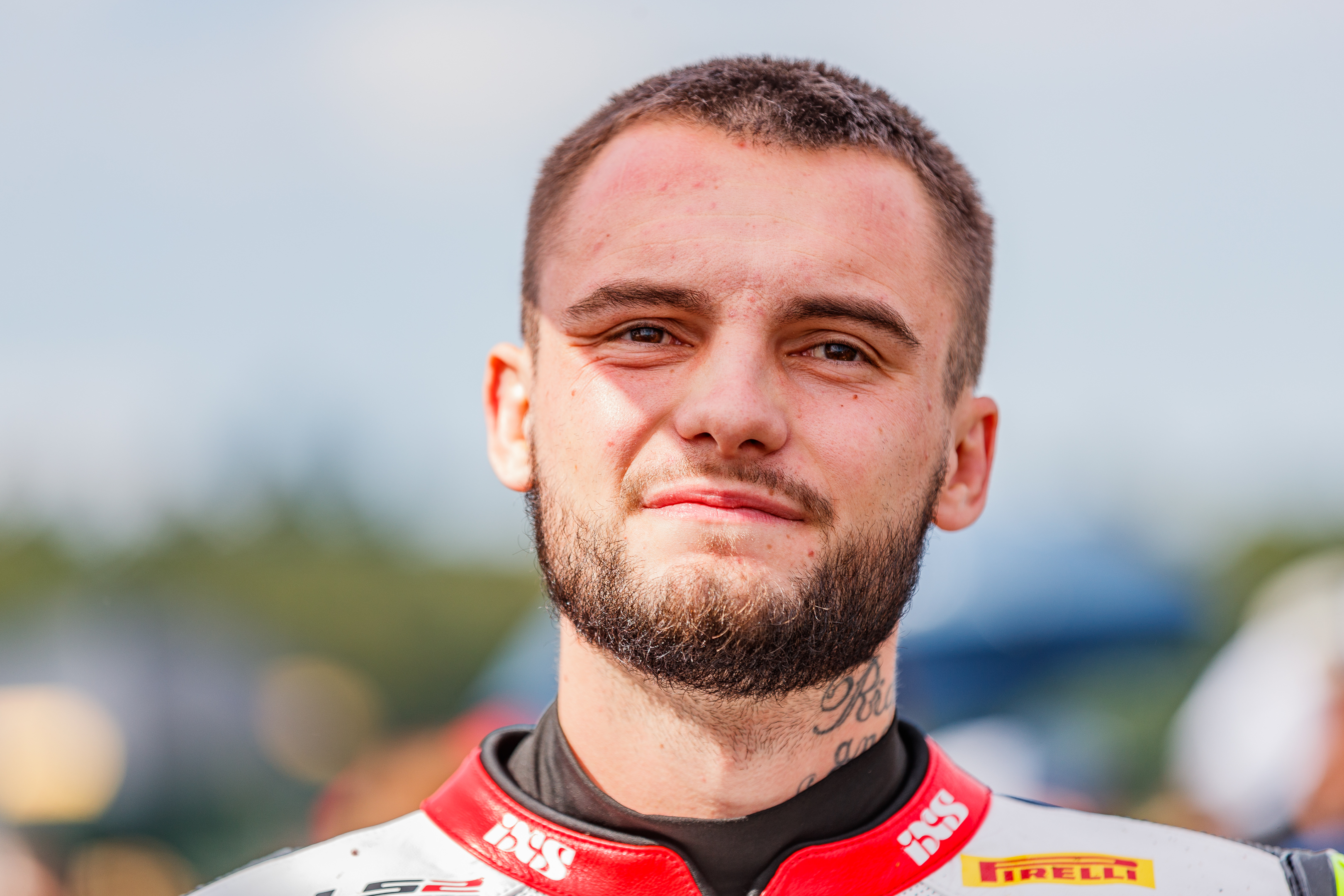
Mychaltschyk 2023 in Schleiz

Illja Mychaltschyk (ukrainisch Ілля Михальчик, wiss. Transliteration Illja Mychalʹčyk; * 17. August 1996 in Kiew) ist ein ukrainischer Motorradrennfahrer.

## Karriere
Illja Mychaltschyk startete 2012 und 2013 im European Junior Cup im Rahmen der Superbike-Weltmeisterschaft und machte so erstmals international auf sich aufmerksam. 2014 und 2015 ging er in der Superstock 600-Europameisterschaft auf Kawasaki an den Start, bevor er 2016 an der Supersport-Weltmeisterschaft teilnahm. Mit dem DS Junior Team von David Salom nahm er mit einer Kawasaki Ninja ZX-6 R an den Events in Europa teil, sein bestes Ergebnis war ein sechster Platz beim Rennen in Assen. 2017 fuhr Mychaltschyk im FIM Superstock 1000 Cup, ebenfalls auf Kawasaki, und beendete die Saison auf Gesamtrang 9. Beim Saisonfinale in Jerez gelang ihm mit Platz 2 sein erstes internationales Podium auf einer 1000er-Rennmaschine.
2018 kam Illja Mychaltschyk in die IDM und startete für das Team alpha Racing-Van Zon-BMW von Werner Daemen. Er gewann neun von 14 Rennen und feierte den Meistertitel mit 31 Punkten Vorsprung auf Bastien Mackels. In der Saison 2019 wiederholte er seinen Titelgewinn in der Internationalen Deutschen Motorradmeisterschaft mit seinem BMW-Team. Mit elf Siegen in 15 Rennen hatte er am Ende 115 Punkte Vorsprung auf seinen Teamkollegen Julian Puffe.
Seit der Saison 2019–2020 fährt Mychaltschyk in der FIM Endurance World Championship für das BMW Motorrad World Endurance Team, mit dem er beim Einstand des Teams in dieser Serie dritte Plätze beim Bol d’Or und beim Acht-Stunden-Rennen von Sepang holte. Die Saison beendete das Team auf WM-Rang 6.
In der Saison 2020 bekam Mychaltschyk mit Jonas Folger einen starken Gegner in der IDM Superbike. Folger gewann alle acht Rennen, Mychaltschyk musste sich am Ende mit Gesamtrang 2 zufriedengeben.

## Statistik

### Erfolge
- 2018 – Deutscher Superbike-Meister auf BMW
- 2019 – Deutscher Superbike-Meister auf BMW
- 2021 – Deutscher Superbike-Meister auf BMW
- 2024 – Deutscher Superbike-Meister auf BMW

### Im European Junior Cup
| Saison | Team        | Motorrad | Rennen | Siege | Podien | Poles | Punkte | Ergebnis |
| ------ | ----------- | -------- | ------ | ----- | ------ | ----- | ------ | -------- |
| 2012   | Wind Racing | KTM      | 8      | –     | 1      | –     | 50     | 10.      |
| 2013   | Wind Racing | Honda    | 8      | –     | –      | –     | 19     | 20.      |
| Gesamt | Gesamt      | Gesamt   | 16     | 0     | 0      | 0     | 69     |          |

### In der Superstock 600-EM
| Saison | Team                | Motorrad              | Rennen | Siege | Podien | Poles | Punkte | Ergebnis |
| ------ | ------------------- | --------------------- | ------ | ----- | ------ | ----- | ------ | -------- |
| 2014   | Bike Service Racing | Kawasaki Ninja ZX-6 R | 7      | –     | –      | –     | 61     | 6.       |
| 2015   | Bike Service Racing | Kawasaki Ninja ZX-6 R | 7      | –     | –      | –     | 33     | 13.      |
| Gesamt | Gesamt              | Gesamt                | 14     | 0     | 0      | 0     | 94     |          |

### In der Supersport-Weltmeisterschaft
| Saison | Team           | Motorrad              | Rennen | Siege | Podien | Poles | Punkte | Ergebnis |
| ------ | -------------- | --------------------- | ------ | ----- | ------ | ----- | ------ | -------- |
| 2016   | DS Junior Team | Kawasaki Ninja ZX-6 R | 8      | –     | –      | –     | 39     | 15.      |
| Gesamt | Gesamt         | Gesamt                | 8      | 0     | 0      | 0     | 39     |          |

### Im FIM Superstock 1000 Cup
| Saison | Team            | Motorrad        | Rennen | Siege | Podien | Poles | Punkte | Ergebnis |
| ------ | --------------- | --------------- | ------ | ----- | ------ | ----- | ------ | -------- |
| 2017   | Triple M Racing | Kawasaki ZX-10R | 9      | –     | 1      | –     | 66     | 9.       |
| Gesamt | Gesamt          | Gesamt          | 9      | 0     | 1      | 0     | 66     |          |

### In der IDM Superbike 1000

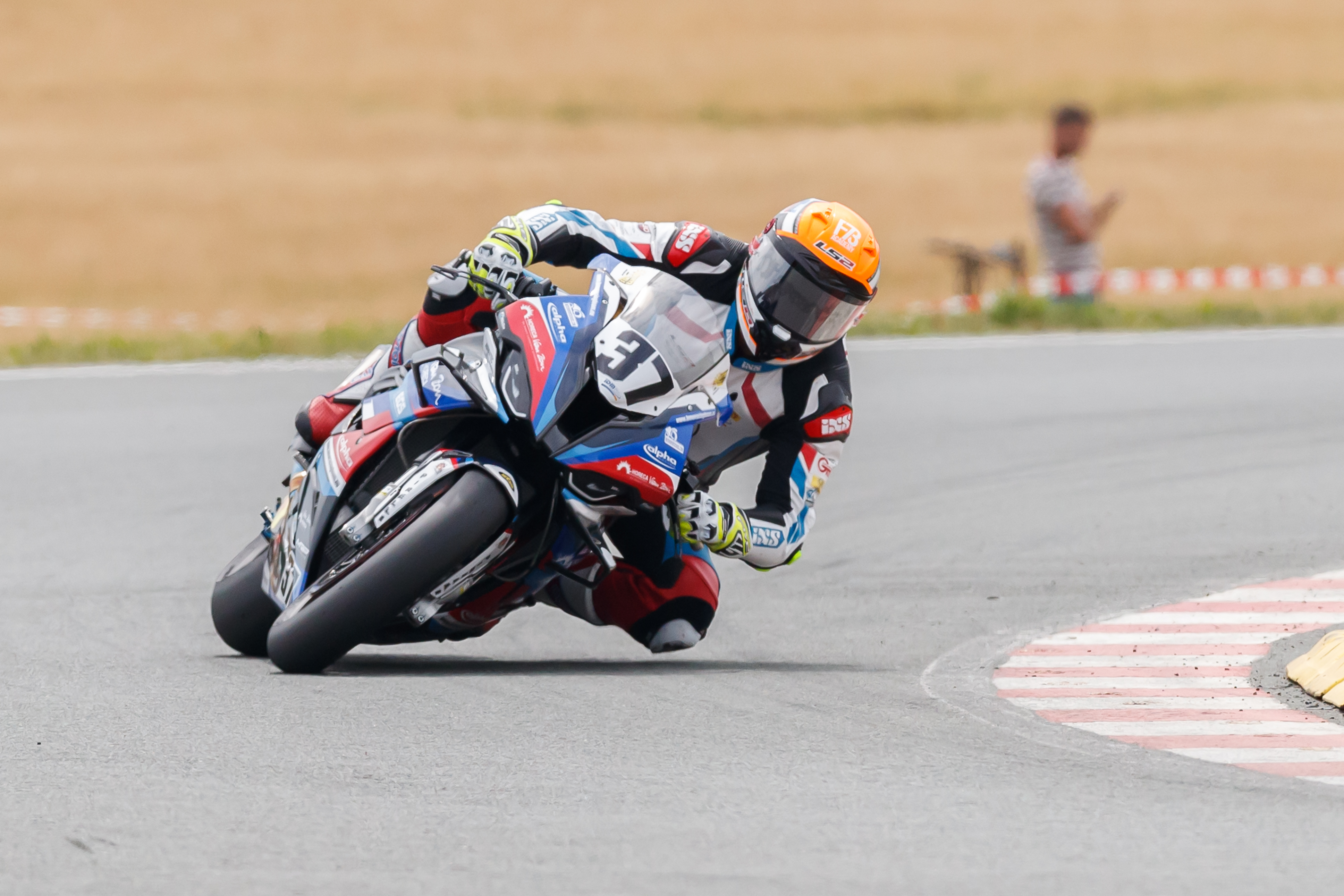
Mychaltschyk (2021)

| Saison | Team                     | Motorrad      | Rennen | Siege | Podien | Poles | Punkte | Ergebnis |
| ------ | ------------------------ | ------------- | ------ | ----- | ------ | ----- | ------ | -------- |
| 2018   | alpha Racing-Van Zon-BMW | BMW S 1000 RR | 14     | 9     | 13     | 6     | 314    | Meister  |
| 2019   | alpha Racing-Van Zon-BMW | BMW S 1000 RR | 15     | 11    | 13     | 4     | 320    | Meister  |
| 2020   | alpha Racing-Van Zon-BMW | BMW S 1000 RR | 8      | –     | 7      | –     | 143    | 2.       |
| 2021   | alpha Racing-Van Zon-BMW | BMW M 1000 RR | 10     | 4     | 7      | 1     | 176    | Meister  |
| 2023   | alpha Racing-Van Zon-BMW | BMW M 1000 RR | 12     | 6     | 7      | 4     | 196    | 2.       |
| 2024   | alpha Racing-Van Zon-BMW | BMW M 1000 RR | 14     | 9     | 13     | 2     | 299    | Meister  |
| Gesamt | Gesamt                   | Gesamt        | 73     | 39    | 60     | 17    | 1,448  |          |

### In der Superbike-Weltmeisterschaft
| Saison | Team                       | Motorrad      | Rennen | Siege | Podien | Poles | Punkte | Ergebnis |
| ------ | -------------------------- | ------------- | ------ | ----- | ------ | ----- | ------ | -------- |
| 2022   | BMW Motorrad WorldSBK Team | BMW M 1000 RR | 9      | –     | –      | –     | 10     | 22.      |
| Gesamt | Gesamt                     | Gesamt        | 9      | 0     | 0      | 0     | 10     |          |